# PSSスレマン
プルセリカタン・セパクボーラ・スレマン（インドネシア語: Perserikatan Sepakbola Sleman、「スレマンサッカー連盟」の意）は、インドネシア・スレマン県を本拠地とするサッカークラブである。

## 歴史
1976年設立。同年からプルセリカタンに参戦し、トップリーグに所属し続けた。2006年のジャワ島中部地震でクラブは活動不能になったが、インドネシアサッカー協会によって降格免除を受けた。
2008年にインドネシア・スーパーリーグを設立するに際して、政府からの支援が入っているクラブは同リーグに参加できないこととなり、初めて2部所属となった。その後サポーターの声を受けて2012年にプロ化し、2018年に1部に昇格した。

## タイトル
- リーガ2: 2018
- ディヴィジ・ウタマ・リーガ・インドネシア: 2013

## 歴代所属選手
- ノー・アラム・シャー 2013
- イルファン・バフディム 2020-2021
- 佐野渓 2023